# Чограйское сельское муниципальное образование
Чограйское сельское муниципальное образование — сельское поселение в Ики-Бурульском районе Калмыкии. Административный центр и единственный населённый пункт в составе СМО — посёлок Южный.

## География
Чограйское СМО граничит на юго-западе, западе и северо-западе — с Манычским СМО, на северо-востоке, востоке и юго-востоке — с Манцинкецовским СМО. Также на севере на небольшом участке поселение граничит с Хомутниковским СМО.

## Население
| 2002 | 2010 | 2011 | 2012 | 2013 | 2014 | 2015 |
| ---- | ---- | ---- | ---- | ---- | ---- | ---- |
| 552  | ↗562 | ↘559 | ↘550 | ↘543 | ↘528 | ↘506 |
| 2016 | 2017 | 2018 | 2019 | 2020 | 2021 |      |
| ↗507 | ↗513 | ↘500 | ↘491 | ↘488 | ↘424 |      |

### Национальный состав
По данным Всероссийской переписи населения 2010 года:
| Национальность | Численность (чел.) | Процентное соотношение |
| -------------- | ------------------ | ---------------------- |
| Калмыки        | 183                | 32,56%                 |
| Русские        | 152                | 27,05%                 |
| Даргинцы       | 57                 | 10,14%                 |
| Аварцы         | 19                 | 3,38%                  |
| Корейцы        | 16                 | 2,85%                  |
| Другие         | 135                | 24,02%                 |
| Всего          | 562                | 100,00%                |